# Route 28 (Colombie-Britannique)
La Route 28 est une route ouest / est dans la partie nord de l'Île de Vancouver. Elle est le lien principal entre la section nord du Parc provincial Strathcona et les communautés éloignées de Gold River et de Tahsis, sur la côte nord-ouest de l'Île. La route a ouvert en 1970. Avant que la route 19 entre Campbell River et Port Hardy n'ait ouvert en 1979, la route 28 était l'accès principal vers Port Hardy et les autres communautés de la pointe nord de l'Île.

## Description du tracé

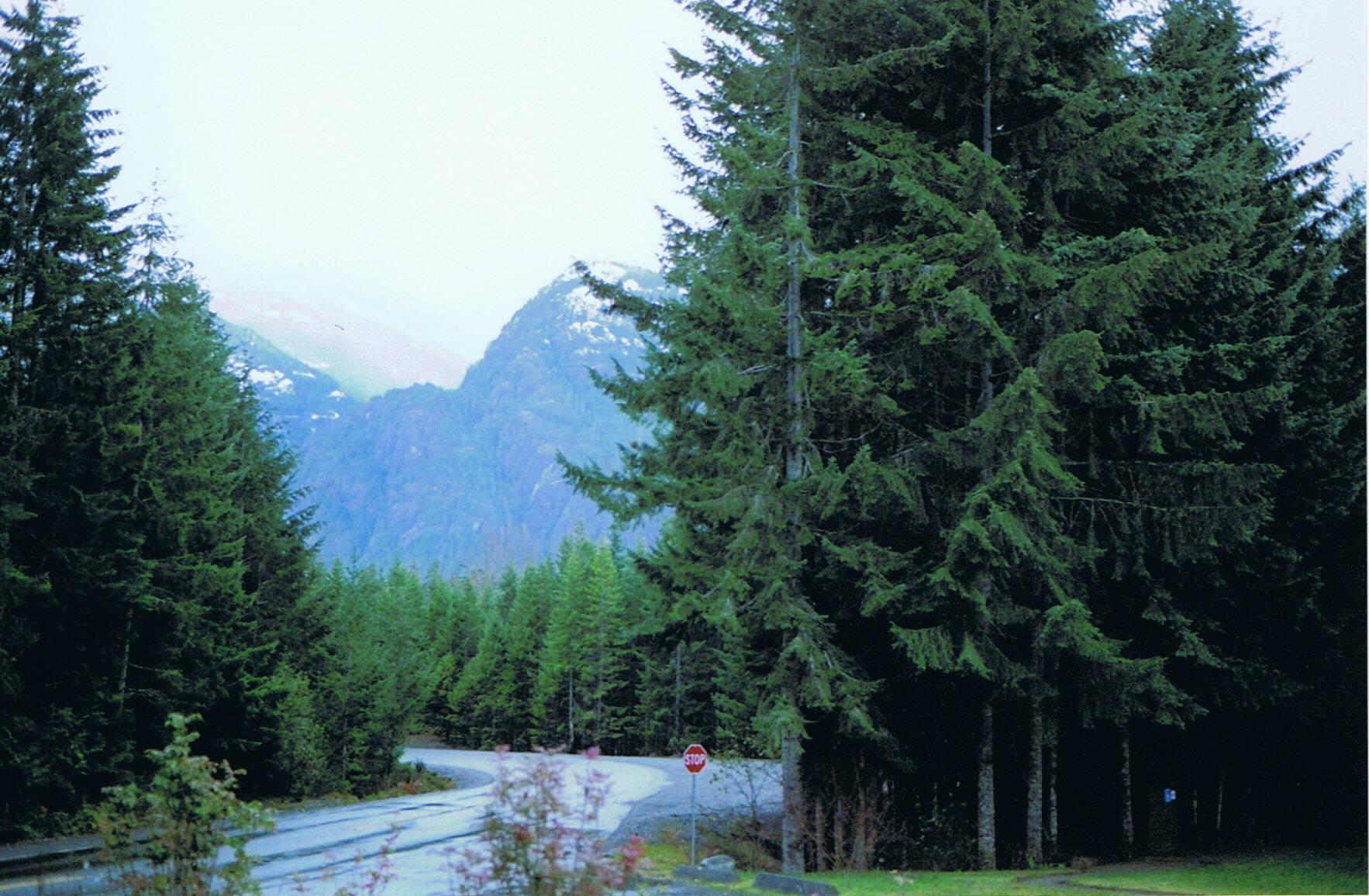
Route 28 dans le Parc provincial Strathcona

La longueur totale de la route 28 est de 88 km (55 mi). Elle débute à Gold River sur les berges de Muchalat Inlet. Elle suit les rivières Gold et Heber vers le nord-est avant d'entrer dans le Parc provincial Strathcona. Elle traverse le parc en suivant la rivière Elk et longe ensuite le Upper Campbell Lake. Plus loin, la route entre dans les limites de Campbell River, prenant fin à la jonction avec la route 19 et la route 19A dans le nord de la ville.

## Intersections majeures
| District régional | Ville          | km    | Destinations                                     | Notes |
| ----------------- | -------------- | ----- | ------------------------------------------------ | ----- |
| Strathcona        | Gold River     | 0,00  | Fin du pont face à l'école secondaire            |       |
| Strathcona        | Campbell River | 88,06 | BC-19 / BC-19A – Nanaimo, Port Hardy, Île Quadra |       |
|                   |                |       |                                                  |       |